# Copera rubripes
Copera rubripes är en trollsländeart som först beskrevs av Navás 1934.  Copera rubripes ingår i släktet Copera och familjen flodflicksländor. Inga underarter finns listade i Catalogue of Life.